# Stazione di Milano Centrale (1864)
Stazione di Milano Centrale 1931-ben bezárt vasútállomás Olaszországban, Lombardia régióban, Milánó településen.

## Vasútvonalak
Az állomást az alábbi vasútvonalak érintették:
- Chiasso–Milánó-vasútvonal
- Domodossola–Milánó-vasútvonal
- Lecco–Milánó-vasútvonal
- Luino–Milánó-vasútvonal
- Stabio/Porto Ceresio–Milánó-vasútvonal
- Torino–Milánó-vasútvonal
- Milánó–Bologna-vasútvonal
- Mortara–Milánó-vasútvonal
- Milánó–Velence-vasútvonal

## Kapcsolódó állomások
A vasútállomáshoz az alábbi állomások vannak a legközelebb:
- Stazione di Milano Rogoredo
- Stazione di Milano Certosa
- Stazione di Milano Greco Pirelli
- Stazione di Milano Lambrate (1906)
- Stazione di Milano Porta Genova